# 유엔 재해 위험 감소 사무국

유엔 (UN) 재해 위험 감소 사무국 (UNISDR)

유엔 재해 위험 감소 사무국 (UNISDR)은 1999년 12월에 창설되었다. 국제 재난 경감을 목적으로 개설된 국제 기구이다. UN 사무국의 통제를 받는 국제 재난 경감 전략을 총괄하는 국제 기구이다.
설치 근거는 UN총회 (General Assembly :GA) 결의안 (resolution) 54/219에 의해서 설립된것이다.

## 개요
유엔 재해 위험 감소 사무국(UNISDR)은 유엔 사무국중에 재해 위험 감소를 담당하는 국제 사무국이다.

## 관련 기능
그 기능은 사회, 경제, 환경 및 인도주의 분야에 걸쳐  국제적 재해 지원을 담당 한다.

## 의결된 국제 협약
UNISDR은 2015년 3월 18일 일본 센다이에서 개최 된 제 3 차 UN 재해 위험 감소 회의에서 채택 된 재해 위험 감소 센다이 프레임 워크의 구현, 후속 조치 및 검토를 지원하는 것이 최근의 결의 사항이다. 센다이 프레임 워크는 2005-2015 기간 동안의 재해 방지 대책 프레임 워크를 계승하여 작성된것이다. 국제적 재난 위험 감소에 대한 광범위한 인명 구호등을 중심하는 접근 방식을 제시하는 15년동안의 자발적인 국제간의 구호 활동을 담당한다. 본 합의사항은 국제적인 법적인 구속력은 없는 합의 내용을 기록 하고 있다.

## 글로벌 재해 인식

### 글로벌 재해 평가 보고서
글로벌 재해 위험 감소 (GAR)에 관한 글로벌 평가 보고서는 유엔이 인류에 영향을 미치는 자연 재해에 대한 2년에 걸친 글로벌 리뷰와 분석을 발표한 것이다.

### 재해 예방 웹
2007년에 시작된 예방 웹  (PreventionWeb)은 기관들이 DRR에 대한 정보를 교환하고 경험을 공유하고 정보를 공유 할 수 있는 공통 플랫폼을 제공 한다.

## 같이 보기
- 재난위기경감
- 기후변화 적응
- 비상 관리
- 보안 취약점
- 업무 연속성 계획
- 기후변화
- 위험관리